# Liste noire
Pour les articles homonymes, voir Liste noire (homonymie).
Une liste noire (en anglais blacklist) est un document rassemblant les noms d'individus ou d'entités (concrètes ou virtuelles) jugés indésirables, hostiles ou ennemis par une personne, un groupe ou une organisation donnée. Une telle liste est souvent confidentielle, dans le domaine du renseignement par exemple, ou parfois publiquement affichée afin de démontrer une volonté généralement d'ordre politique : ainsi, après les attentats du 11 septembre, une liste noire a été dressée par les États-Unis, qui regroupait les individus terroristes jugés les plus dangereux.
Par extension, on met sur une liste noire des noms de personnes pour lesquelles on attribue un statut particulier : dangereux, exclu, etc.

## Aviation
Les listes noires en aviation sont des listes de compagnies aériennes qui sont désignées comme indésirables par les gouvernements des pays ayant mis en place cette liste. Il y a actuellement six pays qui possèdent une liste noire : la Belgique, les États-Unis, la France, le Royaume-Uni, le Canada et la Suisse. Les compagnies qui y sont listées sont interdites de vol sur le territoire du pays concerné. Elles sont disponibles sur Internet.

## Ingérence, sanctions, pressions diplomatiques

### Liste noire européenne de personnalités russes ou ukrainiennes indésirables et punissables
À titre de sanction contre la Russie, le Conseil de l'Union européenne a publié le 16 février 2015 une liste de cent cinquante et une personnalités russes ou ukrainiennes qui ne pourront plus obtenir de visas des pays de l'Union européennes et dont les avoirs seront gelés. Le 28 mars 2022, cette liste comptait 877 noms. 

### Liste noire européenne d'entités ukrainiennes anti-américaines ou indépendantistes indésirables
À la suite se trouve une liste de vingt-sept entités (gouvernements provisoires, bataillons, milices, ONG, associations et entreprises diverses) favorables à l'invasion de l'Ukraine par la Russie. Le 28 mars 2022, cette liste était constituée de soixante-deux entités.

## Fauteurs de guerre et de révolutions
Afin de prévenir une action de déstabilisation par des organisations révolutionnaires et factieuses, comme les TechCamps ou les Independant Media Center, créées à l'instigation des États-Unis par les biais de fondations comme l'Open Society Institute, le National Endowment for Democracy (NED) ou la Fondation Ford, afin de préparer des révolutions colorées ou des invasions, la Russie a décidé à partir de 2012 de recenser toutes les fondations, associations, mouvements, ONG financées par des fonds extérieurs à la Russie en les obligeants à se faire enregistrer comme « agents de l'étranger », puis d'interdire sur son territoire toutes les entités liées par leur financement ou leur action à la politique étrangère des États-Unis,.

### Listes noires d'entités indésirables en Inde
Les autorités ont révoqué, début avril, les licences de 8 975 ONG qui, selon le gouvernement indien, n’auraient pas respecté la réglementation en matière de financement. L’ONG de défense de l’environnement Greenpeace a ses comptes gelés depuis un mois, sa licence est suspendue pour au moins 180 jours.
- Greenpeace[7]
- Fondation Ford[7]

### Liste noire russe des entités indésirables en Russie
- National Endowment for Democracy (NED) interdite en 2012[3].
- Open Society Institute[6],
- Independant Media Center
- Fondation Ford

- Hope

- Care

### Liste noire russe des personnalités indésirables
La Russie a remis le 29 mai 2015 à plusieurs ambassades européennes une liste de 89 personnes qui ne peuvent plus obtenir de visa pour séjourner sur le territoire russe.
2 Allemands
- Katrin Suder, secrétaire d'État à la Défense[9] ;
- Karl Müllner, général commandant l'armée de l'air allemande[9] ;

9 Britanniques
- Andrew Parker, chef du service de renseignement MI5[9] ;
- Nicolas Houghton, chef d'état-major de l'armée[9] ;
- Nick Clegg, ancien vice-premier ministre[9] ;
- Malcolm Rifkind, ancien ministre des Affaires étrangères[9] ;

1 Belge
- Guy Verhofstadt, ancien premier ministre, député au Parlement européen, chef du groupe libéral[9] :

4 Français
- Bernard-Henri Lévy[8], militant des révolutions colorées;
- Daniel Cohn-Bendit, ancien député au Parlement européen[8];
- Henri Malosse, président du Comité économique et social européen[8];
- Bruno Le Roux, président du groupe socialiste à l'Assemblée nationale;

Polonais
- Jerzy Buzek, ancien chef du gouvernement, président du Parlement européen[9] ;
- Bogdan Borusewicz, ancien opposant[9] ;

Suède
- Anna Maria Corazza Bildt, députée au Parlement européen;

République tchèque
- Jaromír Štětina, député au Parlement européen[9] ;
- Karel Schwarzenberg, ancien ministre des Affaires étrangères[9] ;

## Terrorisme

### Liste noire américaine du terrorisme
Créée durant les années 1980 par Ronald Reagan, la liste noire américaine du terrorisme rassemble une liste de structures et de personnalités considérées par le gouvernement des États-Unis, comme pouvant présenter une menace terroriste pour les intérêts américains. Les personnalités listées sont surveillées et se voient interdire l'accès au territoire des États-Unis.
La validité d'une telle liste est depuis longtemps controversée. De fait, l'ancien président sud-africain et Prix Nobel de la paix, Nelson Mandela y a longtemps été inscrit. Avec celui de son parti, l'ANC, son nom a été retiré de cette liste le 28 juillet 2008.

### Liste noire européenne du terrorisme
Créée sur le modèle américain au lendemain des attentats perpétrés en 2001 à New York et Washington, elle vise à « neutraliser les avoirs financiers des poseurs de bombes ». La pertinence de certaines inscriptions à cette liste est discutée. Ainsi en novembre 2007, la Cour de justice des Communautés européennes a annulé l'inscription des Moudjahidins du peuple d'Iran à la liste des organisations terroristes. Un an plus tard, elle a affirmé son pouvoir de contrôle judiciaire lors de l'arrêt Yassin Abdullah Kadi et Al Barakaat International Foundation / Conseil et Commission (2008).

## Médias, informatique, publicité

### Artistes de cinéma, films
Aux États-Unis, durant la Guerre froide, 300 artistes de Hollywood environ furent l'objet de mesures particulièrement discriminatoires[réf. souhaitée].
De plus, beaucoup d'œuvres cinématographiques ont repris La Liste Noire comme titre, puisqu'il est très évocateur. On peut citer le film La Liste noire (Guilt by Suspicion) avec Robert De Niro, réalisé par Irwin Winkler en 1991. Ou la websérie interactive avec Candice Nechitch et créée par Gastby Étévé-Sauré et Christian Régnier en 2012, LN - La Liste Noire[réf. nécessaire].

### Informatique
Les listes noires sont souvent utilisées en informatique. Il peut s'agir par exemple de refuser l'accès à un site web à une adresse IP associée à une tentative de piratage, ou alors de lutter contre le spam[réf. nécessaire].

### Piratage et contrefaçon
Le département du Commerce des États-Unis a inscrit 30 marchés physiques ou plateformes Internet dans le monde vendant des marchandises issues du piratage et de la contrefaçon.
- Marché de Petrovka à Kiev en Ukraine : marché aux livres
- Quiapo Shopping District aux Philippines

#### Plateformes Internet
- MegaUpload
- Demonoid
- Modchip.ca
- Consolesource
- Ex.ua